# Everaldo Marques da Silva
Everaldo Marques da Silva, mais conhecido apenas como Everaldo (Porto Alegre, 11 de setembro de 1944 – Cachoeira do Sul, 27 de outubro de 1974), foi um futebolista brasileiro, que atuou como lateral-esquerdo.

## Carreira em clubes
Everaldo ingressou no Grêmio em 1957, passando pelas categorias infanto-juvenil e juvenil. Em 1964 foi emprestado ao Juventude de Caxias do Sul, retornando ao Olímpico dois anos depois. Jogando pelo Grêmio, conquistou o tricampeonato gaúcho nos anos de 1966, 1967 e 1968.
Em 1970 recebeu a Bola de Prata como melhor lateral esquerdo do Campeonato Brasileiro de Futebol de 1970.

### Polêmica com Prêmio Belfort Duarte
Além de todos os prêmios conquistados, foi agraciado com o Prêmio Belfort Duarte, concedido aos jogadores de defesa leais que nunca foram expulsos de campo, em julho de 1972. Entretanto, três meses depois, deu um soco no árbitro José Faville Neto durante uma partida contra o Cruzeiro pelo Campeonato Brasileiro daquele ano, após o juiz marcar um pênalti duvidoso contra o Grêmio, e acabou não só sendo expulso do jogo, como também foi suspenso por um ano pela (hoje extinta) CBD.
Para impedir que novos casos parecidos ocorressem, duas décadas depois as regras do prêmio foram mudadas, e a partir de então apenas jogadores aposentados poderiam requerê-lo.

## Carreira em seleções
Em 1967, foi convocado pela primeira vez para defender a Seleção Brasileira. Conquistou a Copa Rio Branco no Uruguai, assegurando vaga no selecionado que, em 1969, participaria das Eliminatórias que culminariam com o tricampeonato no México em 1970.
Foi o primeiro atleta atuando por um clube gaúcho a ganhar uma Copa do Mundo de Futebol. Por este feito, Everaldo ganhou uma estrela dourada na bandeira do Grêmio.

## Morte
Morreu em um acidente, em seu Dodge Dart, quando chocou-se com um caminhão. O carro fora um presente de uma concessionária de Porto Alegre, pelo tri conquistado com a Copa do Mundo de 1970. Ele viajava com sua família, no ano de 1974, quando voltava de Cachoeira do Sul (interior do estado) para Porto Alegre, após um comício em sua campanha para deputado estadual pela ARENA. No acidente, morreram também sua esposa Cleci, sua irmã Romilda e sua filha menor Deise. Sua outra filha, Denise, e os tios Maria Madalena e Jardelino sobreviveram. Outra irmã, Shirley, faleceu em outra tragédia, o incêndio do Edifício das Lojas Renner em 27 de abril de 1976.
No dia 30 de junho de 1970, seis dias após seu retorno do México, o Conselho Deliberativo do Grêmio, em uma sessão solene, perpetuou oficialmente a figura de Everaldo na história do Clube, dedicando ao atleta a famosa estrela dourada na bandeira. Na ocasião, o jogador recebeu também o título de Atleta Laureado, além de duas cadeiras quitadas no Estádio Olímpico.

## Títulos
Seleção Brasileira
- Copa Rio Branco: 1967
- Copa do Mundo: 1970
- Copa Roca: 1971

Grêmio
- Campeonato Gaúcho: 1966, 1967 e 1968

### Prêmios Individuais
- Bola de Prata (Placar): 1970

## Prêmios
- Bola de Prata da Revista Placar: 1970
- Prêmio Belfort Duarte: 1972